# Ptilope de Layard
Ptilinopus layardi
Espèce
Statut de conservation UICN

 NT  : Quasi menacé
Le Ptilope de Layard (Ptilinopus layardi) est une espèce d'oiseaux appartenant à la famille des Columbidae.